# Región de Anosy
Anosy es una de las veintidós regiones de Madagascar. Se encuentra ubicada en la antigua provincia de Tulear en el sureste de la isla. Su capital es Tôlanaro (antes Fort-Dauphin).

## Geografía
La población de la región se estima en alrededor de 510 000 habitantes en una superficie de 30 198 kilómetros cuadrados.

## Hidrografía
Los principales ríos de la región son:
- Río Manampanihy
- Río Fanjahira
- Río Mandrare
- Río Mangoky
- Río Isoanala
- Río Menarandra
- Río Manambovo
- Río Imaloto

## Economía
La agricultura de autosubsistencia domina Anosy. La región tiene un PIB de 182 $  por habitante.

## Administración
La región se divide en tres distritos (población en julio de 2014):
- Distrito de Amboasary Atsimo 214,759
- Distrito de Betroka 196,010
- Distrito de Taolanaro 279,250

## Áreas protegidas
- Reserva de Berenty
- Reserva de Nahampoana
- Parque nacional de Andohahela